# El Racó (Odèn)
El Racó és una de les nou entitats de població del municipi d'Odèn (Solsonès).
És a tocar de la carretera L-401, a uns 2 km. a l'est de Cambrils, a uns 1043 msnm. No té cap nucli de poblament agrupat.

## Demografia
| Evolució demogràfica |            |            |            |                   |                   |                   |       |
| Any                  | Nucli urbà | Nucli urbà | Nucli urbà | Poblament dispers | Poblament dispers | Poblament dispers | Total |
| Any                  | Homes      | Dones      | Total      | Homes             | Dones             | Total             | Total |
| 2000                 | 0          | 0          | 0          | 9                 | 8                 | 17                | 17    |
| 2001                 | 0          | 0          | 0          | 11                | 8                 | 19                | 19    |
| 2002                 | 0          | 0          | 0          | 11                | 8                 | 19                | 19    |
| 2003                 | 0          | 0          | 0          | 11                | 8                 | 19                | 19    |
| 2004                 | 0          | 0          | 0          | 10                | 7                 | 17                | 17    |
| 2005                 | 0          | 0          | 0          | 10                | 7                 | 17                | 17    |
| 2006                 | 0          | 0          | 0          | 10                | 7                 | 17                | 17    |
| 2007                 | 0          | 0          | 0          | 10                | 7                 | 17                | 17    |
| 2008                 | 0          | 0          | 0          | 10                | 7                 | 17                | 17    |
| Font: INE            |            |            |            |                   |                   |                   |       |